# Józef Wielhorski (général)
Józef Wielhorski, né en 1759 à Horochów et mort le 24 juin 1817 à Rusinów, est un aristocrate et homme politique polonais, général dans l'armée napoléonienne et du grand-duché de Varsovie.

## Biographie
Fils de Michał Welhorski et d'Elżbieta Ogińska, Il commence sa carrière dans l'armée autrichienne. Dès 1789 il sert dans l'armée polonaise et participe en tant que capitaine dans la guerre russo-polonaise de 1792. Après la capitulation il s'installe à Vienne.
Il réintègre l'armée polonaise en 1794, avec le grade de colonel pendant l'insurrection de Kościuszko. Il est envoyé à Paris dans le but d'obtenir de l'aide pour la Pologne. Après la défaite de l'insurrection, il reste en France où il essaie de convaincre le Comité de salut public de former une unité polonaise aux côtés de l'armée révolutionnaire française.
Il rencontre ensuite le général Dąbrowski et se joint à la création des légions polonaises en Italie. Il est nommé général de brigade en 1797 par les Français et devient le commandant en chef de la 1re Légion polonaise. Il prend part à la campagne d'Italie, lors de la bataille de Mantoue il est fait prisonnier par les Autrichiens en juin 1799. Lorsque la paix est signée avec l'Autriche, Wielhorski, en signe de protestation, démissionne et rentre en Pologne.
En 1809 il organise des forces armées en Galicie afin de parer l'invasion autrichienne. Le 8 août de la même année il devient chef de la Section des besoins de guerre (Wydział Potrzeb Wojennych). En 1810 il occupe le poste de directeur de l'administration des denrées alimentaires du duché de Varsovie. L'année suivante il est fait vice-ministre de la Guerre (il est l'adjoint de Józef Poniatowski) et il est promu général de division le 21 décembre 1811, puis il est fait chevalier de la Légion d'honneur en 1812. Malade lors de la campagne de Russie, il reste avec des forces peu nombreuses à Varsovie.
Sénateur en 1814 et 1815, il devient ministre de l’administration de guerre du royaume de Pologne sous Alexandre Ier le 9 décembre 1815. Il démissionne en juin 1816, pour raisons de santé.
Il meurt le 24 juin 1817, à Rusinów.

## Décorations
- Ordre de l'Aigle blanc
- Ordre militaire de Virtuti Militari
- Chevalier de la Légion d'honneur

## Sources
- (en) « Generals Who Served in the French Army during the Period 1789 - 1814: Eberle to Exelmans »
- Thierry Pouliquen, « Les généraux français et étrangers ayant servis [sic] dans la Grande Armée » (consulté le 3 mai 2015)
- Léonard Chodźko, Histoire des légions polonaise en Italie sous le commandement du général Dombrowski, Tome 2, Paris, J. Barbezat, 1829, p. 419.
- Biographie étrangère, ou galerie universelle, Historique, civile, militare, politique et littéraire, tome 2, Alexis Eymery libraire éditeur, 1819, 458 p. (lire en ligne), p. 259.